# سومین دوره کتاب سال جمهوری اسلامی ایران
مراسم سومین دوره کتاب سال جمهوری اسلامی ایران در بهمن ۱۳۶۴ در تهران برگزار شد.

## آثار منتخب
| منتقی الجمان فی الاحادیث الصحاح ولحسان (جلد اول)                 | شهید ثانی                      |                                          | علی اکبر غفاری | جامعه مدرسین حوزه علمیه قم                                     | ۱۳۶۳ | برگزیده | حدیث (به ضمیمه علم الحدیث) |
| التعزیز (انواعه و ملحقاته)                                       | لطف‌الله صافی گلپایگانی         |                                          |                | جامعه مدرسین حوزه علمیه قم                                     | ۱۳۶۳ | برگزیده | فقه و اصول                 |
| اتحاد عاقل به معقول                                              | حسن حسن‌زاده آملی               |                                          |                | حکمت                                                           | ۱۳۶۳ | برگزیده | فلسفه و عرفان              |
| تعلیقه علی نهایت الحکمه                                          | محمد تقی مصباح یزدی            |                                          |                | مؤسسه در راه حق                                                | ۱۳۶۳ | برگزیده | فلسفه و عرفان              |
| فیزیک (جلد اول)                                                  | دیوید هالیدی، رابرت رزنیک      | مهدی گلشنی، ناصر مقبلی                   |                | مرکز نشر دانشگاهی                                              | ۱۳۶۳ | برگزیده | فیزیک و نجوم               |
| مبانی شیمی معدنی                                                 | اف. آلبرت کاتن، جفری ویلکینسون | منصور عابدینی، یحیی فرهنگی، مهران ارجمند |                | مرکز نشر دانشگاهی                                              | ۱۳۶۳ | برگزیده | شیمی                       |
| قارچ‌شناسی پزشکی                                                  | شهلا شادزی                     |                                          |                | نشاط                                                           | ۱۳۶۳ | برگزیده | پزشکی و بهداشت             |
| خیال دیو                                                         | ابراهیم تقوی                   |                                          |                | بخش فرهنگی دفتر مرکزی جهاد دانشگاهی                            | ۱۳۶۳ | برگزیده | پزشکی و بهداشت             |
| اصول اپیدمیولوٰژی                                                 | جودیت. س مازنز، آنیتاک بان     | حسین ملک افضلی، کیومرث ناصری             |                | مرکز نشر دانشگاهی                                              | ۱۳۶۳ | برگزیده | پزشکی و بهداشت             |
| تکنولوژی فشار قوی‌الکتریکی                                        | محمد قلی محمدی، بیژن بهمنیان   |                                          |                | پژوهش                                                          | ۱۳۶۳ | برگزیده | فنی و مهندسی               |
| سوزنی برگان (جلد اول)                                            | کریم جوانشیر                   |                                          |                | موسسات تحقیقات جنگل‌ها و مراتع با همکاری سازمان حفاظت محیط زیست | ۱۳۶۳ | برگزیده | کشاورزی                    |
| مولانا جلال الدین، زندگانی، فلسفه، آثار و گزیده‌ای از آنان        | عبدالباقی گولپینارلی           | توفیق سبحانی                             |                | مؤسسه مطالعات و تحقیقات فرهنگی                                 | ۱۳۶۳ | برگزیده | تاریخ ادبیات و نقد ادبی    |
| مثنوی (دفتر سوم) به اهتمام محمد استعلامی                         | جلال الدین محمد بلخی           |                                          |                | کتاب فروشی زوار                                                | ۱۳۶۳ | برگزیده | تاریخ ادبیات و نقد ادبی    |
| ضد خاطرات                                                        | آندره مالدرو                   | ابوالحسن نجفی و رضا سید حسینی            |                | شرکت سهامی انتشارات خوارزمی                                    | ۱۳۶۳ | برگزیده | ادبیات زبان‌های دیگر        |
| مرزبان نامه بازنگاشته سعد الدین وراوینی و به کوشش خلیل خطیب رهبر |                                |                                          |                | دانشگاه شهید بهشتی                                             | ۱۳۶۳ | برگزیده | متون قدیم                  |
| موج                                                              | مارگارت هوجز                   | فریدون رحیمی                             |                | کتاب‌های شکوفه وابسته به انتشارات امیر کبیر                     | ۱۳۶۳ | برگزیده | ادبیات کودکان و نوجوانان   |
| اسناد و مکاتبات سیاسی ایران (دوره)                               | عبد الحسین نوایی               |                                          |                | مرکز مطالعات و تحقیقات فرهنگی                                  | ۱۳۶۳ | برگزیده |                            |